# Afonso Domingues
Pour les articles homonymes, voir Domingues.
Afonso Domingues est un architecte portugais de la fin du XIVe siècle. Il est né à Lisbonne vers 1330, mort en 1402.
Maître Domingos Domingues qui a été l'architecte du cloître du monastère d'Alcobaça et de l'église du monastère de Santa Isabel ou  Santa Clara-a-Velha, à Coimbra, construite à partir de 1316 et consacrée en 1330, était peut-être le père ou un parent d'Afonso Domingues.

## Biographie
On a peu d'informations au sujet de cet architecte. Il devait appartenir à une famille lisboète, et disposait d'une résidence dans la freguesia de Madalena, un des quartiers les plus chers de Lisbonne.
Il s'est formé en travaillant à la construction de la cathédrale de Lisbonne après le tremblement de terre de 1344. 
Il a été le premier architecte du monastère de Batalha. Il en a fait la conception initiale à la demande du roi Jean Ier, en action de grâces pour le succès obtenu à la bataille d'Aljubarrota, et en a dirigé les travaux à partir de 1388 jusqu'en 1402. 
Afonso Domingues n'a pu réaliser que le cloître royal et la salle capitulaire. En 1402, les travaux sont poursuivis par Maître Huguet (1402-1438), un architecte d'origine discutée, catalane, anglaise ou irlandaise, mais qui a bien connu l'architecture anglaise.
Il a peut-être été l'auteur du projet de la cathédrale de Guarda.

## Postérité
L'écrivain Alexandre Herculano a écrit un conte, en 1839, A Abóbada (le Dôme). L'histoire a été inspirée par Afonso Domingues, maître architecte. La coupole du monastère de Batalha est le centre de cette histoire.

### Article annexe
- Architecture du Portugal